# Rungsted
Rungsted est un village faisant partie de la commune de Hørsholm au nord-est de l'île de Seeland (ou Zélande du Nord) au Danemark. Il est surtout connu pour abriter la maison de Karen Blixen (aujourd'hui musée), Rungstedlund et sa réserve d'oiseaux, qui y vécut dans sa jeunesse et à son retour d'Afrique de 1931 à sa mort en 1962. Elle y est enterrée.

## Géographie
Le village se trouve au bord de l'Öresund à 17 km des côtes suédoises et à 20 km au nord de Copenhague. 

## Personnalités nées à Rungsted
- Karen Blixen, née Dinesen, (1885-1962)
- Thomas Dinesen (1892-1979)